# Пирчино (Черниговский район)
Пирчино (укр. Пірчине) — село,
Черниговский поселковый совет,
Черниговский район,
Запорожская область,
Украина.
Код КОАТУУ — 2325555106. Население по переписи 2001 года составляло 118 человек.

## Географическое положение
Село Пирчино находится на берегах реки Сысыкулак,
выше по течению примыкает посёлок Верхний Токмак Первый,
ниже по течению на расстоянии в 2 км расположен пгт Черниговка.
Рядом проходит железная дорога, станция Верхний Токмак 1 в 1,5 км.

## История
- 1787 год — дата основания.